# Giuseppe Beghetto
Giuseppe Beghetto (Tombolo, 8 de octubre de 1939) es un deportista italiano que compitió en ciclismo en las modalidades de pista, especialista en las pruebas de velocidad individual y tándem, y ruta.
Participó en los Juegos Olímpicos de Roma 1960, obteniendo una medalla de oro en la prueba de tándem (haciendo pareja con Sergio Bianchetto). Ganó seis medallas en el Campeonato Mundial de Ciclismo en Pista entre los años 1961 y 1968.

## Medallero internacional
| Juegos Olímpicos   | Juegos Olímpicos         | Juegos Olímpicos | Juegos Olímpicos         |
| Año                | Lugar                    | Medalla          | Competición              |
| ------------------ | ------------------------ | ---------------- | ------------------------ |
| 1960               | Roma (Italia)            | Medalla de oro   | Tándem                   |
| Campeonato Mundial |                          |                  |                          |
| Año                | Lugar                    | Medalla          | Competición              |
| 1961               | Zúrich (Suiza)           | Medalla de plata | Velocidad individual (A) |
| 1962               | Milán (Italia)           | Medalla de plata | Velocidad individual (A) |
| 1965               | San Sebastián (España)   | Medalla de oro   | Velocidad individual (P) |
| 1966               | Fráncfort (RFA)          | Medalla de oro   | Velocidad individual (P) |
| 1967               | Ámsterdam (Países Bajos) | Medalla de plata | Velocidad individual (P) |
| 1968               | Roma (Italia)            | Medalla de oro   | Velocidad individual (P) |

## Palmarés
- 1958
  - Campeón de Italia del km contrarreloj amateur
- 1960
  - Medalla de oro a los Juegos Olímpicos de Roma en tándem
- 1961
  - Campeón de Italia de velocidad amateur 
  - Campeón de Italia de tándem amateur 
  - 1.º en el Gran Premio de París en velocidad amateur
- 1962
  - Campeón de Italia de velocidad amateur 
  - Campeón de Italia de tándem amateur
- 1965
  - Campeón del mundo de velocidad
- 1966
  - Campeón del mundo de velocidad
- 1967
  - Campeón de Italia de velocidad
- 1968
  - Campeón del mundo de velocidad 
  - Campeón de Italia de velocidad
  - 1.º en el Gran Premio de París en velocidad
  - 1.º en el Gran Premio de París en velocidad amateur
- 1969
  - Campeón de Italia de velocidad 
  - Vencedor de 2 etapas al Giro de Cerdeña
- 1971
  - Vencedor de una etapa de la Tirreno-Adriático

### Resultados al Tour de Francia
- 1970. Abandona (11.ª etapa)